# Aeroprakt

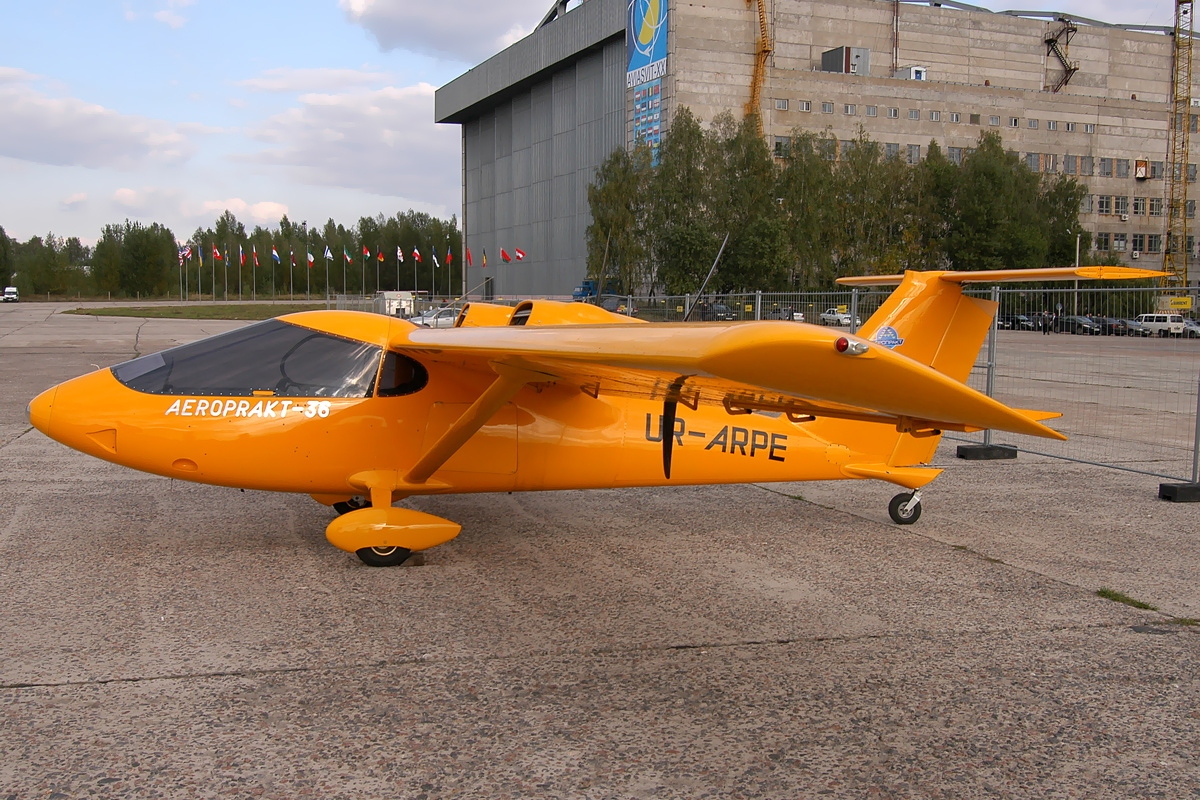
Az Aeroprakt A–36 ultrakönnyű repülőgép Kijevben

Az Aeroprakt (ukránul: Аеропракт) Kijevben működő, ultrakönnyű repülőgépekkel (UL) foglalkozó ukrán repülőgépgyártó vállalkozás.
A céget 1991-ben alapította az Antonov-tervezőiroda két korábbi munkatársa, Jurij Jakovlev és Oleh Litovcsenko. Első, hobbigépnek szánt modelljük az A–20 volt, melyet 1991-ben és 1993-ban bemutattak az ultrakönnyű gépek szentpétervári versenyén, és díjat is nyertek vele. A cég első gépét 1993-ban adták el egy magyarországi megrendelőnek. Az A–20 sorozatgyártású változatát Európában, az Egyesült Államokban, valamint Szingapúrban és a Közel-Kelet egyes államaiban is értékesítették. Az A–20 sorozatgyártásának beszüntetése után a cég alapmodellje az A–22 lett. A 70 főt foglalkoztató cég nagyobb repülőgépgyárak, így pl. az Antonov részére is végez munkát. A cég egy repülőklubbal is rendelkezik, melynek repülőtere a Kijevi terület Bucsai járásában, Nalivajkivka közelében található.
Évente átlagosan 90 darab repülőgépet gyártanak. 2018 augusztusig összesen mintegy ezer darab gépet készített az Aeroprakt. A gépeket legnagyobb mennyiségben az Egyesült Államokban és Ausztráliában adják el.
A 2022-es ukrajnai orosz agresszió során a cég nalivajkivkai repülőterében, a repülőklub épületeiben és az ott tárolt gépekben is károkat okoztak az orosz megszállók.

## Gyártmányai
- A–20 – kétszemélyes, egymotoros, tolólégcsavaros ultrakönnyű repülőgép (sorozatgyártása befejeződött)
- A–22 – kétszemélyes, egymotoros, vonólégcsavaros ultrakönnyű repülőgép
- A–24 Viking – többcélú, háromszemélyes ultrakönnyű repülő csónak (amfíbia)
- A–26 – kétszemélyes, kétmotoros, tolólégcsavaros ultrakönnyű repülőgép
- A–28 – négyszemélyes, kétmotoros, vonólégcsavaros ultrakönnyű repülőgép
- A–36 – kétszemélyes, kétmotoros ultrakönnyű repülőgép